# Lijst van voetbalinterlands Hongkong - Zuid-Vietnam
Deze lijst van voetbalinterlands is een overzicht van alle officiële voetbalwedstrijden tussen de nationale teams van Hongkong en Zuid-Vietnam. De landen hebben dertien keer tegen elkaar gespeeld. De eerste ontmoeting, een wedstrijd tijdens de Azië Cup 1956, werd gespeeld in Hongkong op 9 september 1956. Het laatste duel, een kwalificatiewedstrijd voor het Wereldkampioenschap voetbal 1974, vond plaats op 24 mei 1973 in Seoel (Zuid-Korea).

## Wedstrijden
| №  | Plaats       | Datum            | Competitie                 | Wedstrijd               | Uitslag |
| -- | ------------ | ---------------- | -------------------------- | ----------------------- | ------- |
| 1  | Hongkong     | 9 september 1956 | Azië Cup 1956              | Hongkong – Zuid-Vietnam | 2 – 2   |
| 2  | Shah Alam    | 7 september 1957 | Vriendschappelijk          | Zuid-Vietnam – Hongkong | 1 – 3   |
| 3  | Kuala Lumpur | 31 augustus 1958 | Vriendschappelijk          | Zuid-Vietnam – Hongkong | 3 – 5   |
| 4  | Kuala Lumpur | 5 september 1959 | Vriendschappelijk          | Zuid-Vietnam – Hongkong | 4 – 1   |
| 5  | Kuala Lumpur | 6 augustus 1960  | Vriendschappelijk          | Zuid-Vietnam – Hongkong | 1 – 3   |
| 6  | Saigon       | 11 december 1963 | Azië Cup 1964 kwalificatie | Zuid-Vietnam – Hongkong | 1 – 4   |
| 7  | Kuala Lumpur | 17 augustus 1965 | Vriendschappelijk          | Zuid-Vietnam – Hongkong | 2 – 1   |
| 8  | Hongkong     | 22 maart 1967    | Azië Cup 1968 kwalificatie | Hongkong – Zuid-Vietnam | 2 – 0   |
| 9  | Kuala Lumpur | 12 augustus 1967 | Vriendschappelijk          | Zuid-Vietnam – Hongkong | 5 – 0   |
| 10 | Kuala Lumpur | 16 augustus 1968 | Vriendschappelijk          | Zuid-Vietnam – Hongkong | 3 – 1   |
| 11 | Seoel        | 2 mei 1971       | Vriendschappelijk          | Hongkong – Zuid-Vietnam | 2 – 0   |
| 12 | Kuala Lumpur | 21 augustus 1971 | Vriendschappelijk          | Zuid-Vietnam – Hongkong | 3 – 1   |
| 13 | Seoel        | 24 mei 1973      | WK 1974 kwalificatie       | Hongkong − Zuid-Vietnam | 1 − 0   |

## Samenvatting
| Competitie            | Totaal gespeeld | Winst Hongkong | Gelijk | Winst Zuid-Vietnam | Doelsaldo Hongkong – Zuid-Vietnam |
| --------------------- | --------------- | -------------- | ------ | ------------------ | --------------------------------- |
| WK-kwalificatie       | 1               | 1              | 0      | 0                  | 1 − 0                             |
| Azië Cup              | 1               | 0              | 1      | 0                  | 2 − 2                             |
| Azië Cup-kwalificatie | 2               | 2              | 0      | 0                  | 6 − 1                             |
| Vriendschappelijk     | 9               | 4              | 0      | 5                  | 17 − 22                           |
| Totaal                | 13              | 7              | 1      | 5                  | 26 − 25                           |

HKFA · 
Lijst van A-internationals · 
Hongkongs vrouwenelftal
1960 – 1969 ·
1970 – 1979 ·
1980 – 1989 ·
1990 – 1999 ·
2000 – 2009 ·
2010 – 2019 ·
2020 − 2029
Afghanistan ·
Argentinië ·
Australië ·
Bahrein ·
Bangladesh ·
Bhutan ·
Brazilië ·
Brunei ·
Cambodja ·
Canada ·
China ·
Colombia ·
Denemarken ·
Estland ·
Fiji ·
Filipijnen ·
Guam ·
India ·
Indonesië ·
Irak ·
Iran ·
Israël ·
Japan ·
Jemen ·
Joegoslavië ·
Jordanië ·
Koeweit ·
Kroatië ·
Laos ·
Libanon ·
Liechtenstein ·
Macau ·
Malediven ·
Maleisië ·
Marokko ·
Mauritius ·
Mongolië ·
Myanmar ·
Nepal ·
Noord-Korea ·
Noorwegen ·
Oezbekistan ·
Oman ·
Oost-Timor ·
Palestina ·
Paraguay ·
Qatar ·
Salomonseilanden ·
Saoedi-Arabië ·
Singapore ·
Sri Lanka ·
Syrië ·
Tadzjikistan ·
Taiwan ·
Thailand ·
Turkmenistan ·
Verenigde Arabische Emiraten ·
Vietnam ·
Zuid-Korea ·
Zuid-Vietnam ·
Zwitserland
VFA
1949 – 1959 · 
1960 – 1969 · 
1970 – 1975
Azië Cup 1956 · 
Azië Cup 1960
Australië ·
Bangladesh ·
Cambodja ·
Filipijnen ·
Hongkong ·
India ·
Indonesië ·
Israël ·
Japan ·
Koeweit ·
Laos ·
Maleisië ·
Myanmar ·
Nieuw-Zeeland ·
Pakistan ·
Singapore ·
Taiwan ·
Thailand ·
Zuid-Korea